# Kazimierz Moszyński (etnograf)
Kazimierz Teofil Franciszek Moszyński (ur. 5 marca 1887 w Warszawie, zm. 30 marca 1959 w Krakowie) – polski etnograf, etnolog, slawista. Brat Wacława.

## Życiorys
Po ukończeniu gimnazjum realnego w Warszawie, studiował w latach 1906–1909 biologię w Szwajcarii. Na wieść o śmierci ojca przerwał studia i wrócił do Polski, a następnie w 1910 r. zdał na Akademię Sztuk Pięknych w Krakowie, by uczyć się rysunku u Józefa Mehoffera. Pod wpływem atmosfery i zainteresowań Młodej Polski, a zwłaszcza pod urokiem Stanisława Wyspiańskiego planował stworzyć dramat historyczny o walce pogańskiej Słowiańszczyzny z chrześcijaństwem i, szukając materiału do tych zamysłów literackich, zaczął interesować się kulturą ludu wiejskiego.
Już w tym czasie zaświtała mu idea, by poprzez badania kultury ludowej próbować odtwarzać zamierzchłą przeszłość. Aby zbierać materiał etnograficzny na wsi, w latach 1912–1917 pracował jako nauczyciel domowy, przygotowujący młodzież w wiejskich dworach do egzaminów w zakresie klas gimnazjalnych. Równocześnie prowadził terenowe badania etnograficzne i dokształcał się na podstawie lektury w zakresie etnologii, socjologii, filozofii, językoznawstwa i archeologii. W tym okresie, dzięki wsparciu Kasy im. Józefa Mianowskiego podjął też pierwsze systematyczne badania etnograficzne na wschodnim Polesiu, które po 6 tygodniach musiał przerwać w związku z wybuchem I wojny światowej.
W 1918 r. wrócił do Warszawy, gdzie pracował początkowo jako wychowawca w internacie, od 1919 r. jako sekretarz w Szkole Głównej Gospodarstwa Wiejskiego. W 1920 r. wstąpił jako ochotnik do wojska, został odznaczony Krzyżem Walecznych. 1 września 1922 r. został starszym asystentem, a w 1924 r. kierownikiem Oddziału Etnologii Słowiańskiej Instytutu Antropologicznego w Towarzystwie Naukowym Warszawskim i odtąd mógł się całkowicie poświęcić pracy naukowej.
Dzięki znaczącemu dorobkowi naukowemu, na wniosek i przy poparciu Kazimierza Nitscha i Jana Rozwadowskiego 1 stycznia 1926 r. mianowano go zastępcą profesora i kierownikiem Katedry Etnografii Słowian w Studium Słowiańskim Uniwersytetu Jagiellońskiego. W 1930 r. został profesorem nadzwyczajnym, w 1934 r. – zwyczajnym. Od 1 września 1935 r. do wiosny 1945 r. przebywał w Wilnie, gdzie do 1940 r. kierował Katedrą Etnologii i Etnografii Uniwersytetu Stefana Batorego. W maju 1945 r. powrócił do Krakowa i odtąd aż do śmierci kierował Katedrą Etnografii Słowian UJ. Od 1929 redagował dział etnograficzny „Ludu Słowiańskiego”.
W 1952 r. został członkiem tytularnym, a w 1957 r. członkiem rzeczywistym PAN.
Pochowany został w grobowcu rodzinnym na cmentarzu Bródnowskim w Warszawie (kw. 2C, rząd IV, grób 29-31).
Materiały archiwalne Kazimierza Moszyńskiego znajdują się w PAN Archiwum w Warszawie pod sygnaturą III-90.

## Praca naukowa
Od 1914 r. rozpoczął badania etnograficzne na Polesiu, które przerwał z powodu wojny, a następnie wznowił w 1922 r.
Jako jeden z pierwszych polskich uczonych bronił allochtonicznej teorii pochodzenia Słowian, dowodząc że do V wieku zamieszkiwali oni obszar Naddnieprza i doszukując się ich prakolebki na pograniczu Europy i Azji. Teoria ta stała w sprzeczności z dominującymi wówczas poglądami o odwiecznym zasiedzeniu Słowian na terenach nadwiślańskich (teoria autochtoniczna) i przez długi czas spotykała się z krytyką. 
Moszyński wprowadził również koncepcję północno-wschodniej rubieży etnograficznej różnicującej Polskę etnograficznie na część północno-wschodnią (bardziej archaiczną i związaną z Polesiem i Białorusią) oraz część południowo-zachodnią (bardziej podatną na innowacje z Zachodu). O interpretacji przyczyn tego zróżnicowania dyskutował z Janem Czekanowskim.

## Wybrane dzieła

### Książki
- Badania nad pochodzeniem i pierwotną kulturą Słowian (1925)
- Polesie Wschodnie (1928)
- Ethnographische Studien in Ostpolen (1929)
- Kultura ludowa Słowian (cz. I., 1929)
- Atlas kultury ludowej w Polsce (z. 1–3 1934–36)
- Pierwotny zasięg języka prasłowiańskiego (1957)
- Człowiek. Wstęp do etnografii powszechnej i etnologii (1958)
- O sposobach badania kultury materialnej Prasłowian (1962)

### Artykuły
- 1925 O źródłach magii i religii, „Przegląd Filozoficzny”, t. 28, ss. 239–251.
- 1938 Regionalne zwyczaje doroczne w Polsce, „Kalendarz Ilustrowanego Kuriera Codziennego”, ss. 78–85.
- 1948 Stan i zadania etnografii polskiej, „Lud”, t. 38.